# Renshou, Jiangxi
Renshou är en ort i Kina. Den ligger i provinsen Jiangxi, i den sydöstra delen av landet, omkring 45 kilometer nordväst om provinshuvudstaden Nanchang. Antalet invånare är 19 985. Befolkningen består av 9 304 kvinnor och 10 681 män. Barn under 15 år utgör 21,0 %, vuxna 15-64 år 69 %, och äldre över 65 år 9,0 %.